# Thể dục nhịp điệu

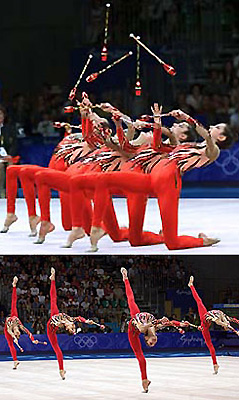

Thể dục nhịp điệu là môn thể dục vận động các động tác theo nhạc một cách nhịp nhàng và uyển chuyển. Tác dụng của thể dục nhịp điệu giúp cơ thể phát triển khỏe mạnh, trí lực tinh thông, làm việc hiệu quả. Khả năng dẻo dai và bền sức cũng được khơi thông khi tập thể dục nhịp điệu thường xuyên. Thể dục nhịp điệu mầm non dành cho các bé trường mầm non, học tập tại trường, nâng cao khả năng múa hát và vận động, khả năng nghe nhạc nhịp nhàng, đẩy lùi được căng bệnh béo phì, lười vận động, tự kỷ.